# Танчик Мирослав Борисович
Мирослав Борисович Танчик — український футболіст, тренер, майстер спорту України міжнародного класу з футболу. Чемпіон Дефлімпійських ігор з футболу.

## Життєпис
Працює тренером тернопільського центру «Інваспорт» та ДЮСШ.
Тренує Івана Рудзевича.

## Нагороди
- орден «За мужність» II ступеня (3 грудня 2013) — за досягнення високих спортивних результатів на XXII літніх Дефлімпійських іграх у м.Софії, виявлені мужність, самовідданість та волю до перемоги, піднесення міжнародного авторитету України[4];
- орден «За мужність» III ступеня (17 вересня 2009) — за досягнення  високих  спортивних  результатів на XXI літніх Дефлімпійських іграх у Тайпеї (Тайвань), виявлені мужність, самовідданість і волю до перемоги, піднесення міжнародного авторитету України[5];
- державна стипендія чемпіонам i призерам Олімпійських, Паралімпійських та Дефлімпійських ігор (6 червня 2019)[6].
- стипендія Президента України для видатних спортсменів (2013[7], 2014[8]).